# Henri De Deken
Henri De Deken (3 de agosto 1907 - 12 de fevereiro de 1960) foi um futebolista belga que competiu na Copa do Mundo FIFA de 1930.